# Babcary
Babcary is een civil parish in het bestuurlijke gebied South Somerset, in het Engelse graafschap Somerset met 248 inwoners.